# 片瀬那奈
片瀬 那奈（かたせ なな、1981年11月7日 - ）は、日本の女優、司会者、歌手、ファッションモデル、YouTuber、会社員。
東京都江東区出身。所属事務所は研音（2021年9月30日まで所属）を経て、2021年10月1日よりフリーで活動する傍ら、2022年12月1日からは衣料品通販サイトLOCONDOに社員として勤務。身長172cm。

## 来歴

### 幼少期 - 学生時代
東京都江東区の砂町出身。中央区立日本橋中学校出身。
中学時代は軟式テニス部、高校時代はダンス部に所属していた。
高校入学後、当時はヘアメイクの仕事へ就くことを志しており、進路について悩んでいた頃、身長があるため多数のスカウトをされたことがあったが断っていた。
1998年、高校1年生の頃に友人と一緒にいたところ新宿アルタ前で金髪のサーファー風の男性からスカウトを受け、社長も来て「マック奢るから」と説得され、スカウトに応じる形となった。また、片瀬はスカウトを受け入れたことに関して「ヘアメイクになるには（ヘアメイク）される側も経験しておいた方がいいなと思って、自分の夢の通過点的な気持ちで最初入ったのがきっかけです」と語っている。
食事回数が多かったことから、高校3年時の健康診断で「高血圧」と診断され、その後食品のカロリー表を見て摂生する様になった。

### 芸能界入り
本名で僅かな期間ファッションモデルを務めた後、水着キャンペーンガール「旭化成水着キャンペーンモデル」に起用された際、現在の芸名である「片瀬 那奈」名義でデビューを果たす。
同キャンペーンガールを務めていた1999年には、女性雑誌 『JJ』（光文社）にも専属モデルとしてレギュラー出演を開始、さらに同年3月には、テレビドラマ『美少女H2』（第18話「最後のデート」、フジテレビ）にて主演を務め、女優デビューを果たす。
2001年、松下電工のCMキャンペーン、「きれいなおねえさん」（3代目）となる。その翌年には、avex traxから歌手デビューを果たし、自身の嗜好でもあるハウス、トランス等のアレンジを取り入れた楽曲、『GALAXY』などを発表した。歌手としては2003年6月、ファーストアルバム『TELEPATHY』を発売。その企画として全国5大都市を回るミニライブイベント、「“TELEPATHY with YOU” Special Event」を開催した。これは、CDアルバム購入者にイベント参加券がプレゼントされるという企画で、最初のライブ会場は大型ディスコ、「ヴェルファーレ」（東京・六本木）であった。2004年には、中森明菜のヒット曲「ミ・アモーレ」、同じく工藤静香の「禁断のテレパシー」など、往年のアイドル歌謡曲をカバー、学園祭でライブも行っていた。同年の『ラストクリスマス』（フジテレビ）出演を機に、再び女優業に復帰。以降は女優活動のほか、バラエティ番組や情報番組への司会・ゲストなどにも取り組んでいる。
2006年11月には、 ディノスとの共同プロジェクトによるファッションブランド、「So close, 7』」ソークロースセブン）をプロデュース。また、2008年にはSBKの復活アルバム『RETURNS』にゲストアーティストとして参加。
2014年に出演したテレビドラマ『おわこんTV』（NHK BSプレミアム）で“謝罪のエース”と呼ばれるプロデューサーを演じており、同ドラマは文化庁芸術祭参加作品になっている。
2015年8月4日放送開始のドラマ『オンナミチ』（NHK BSプレミアム）で、連続ドラマ初主演。
2021年9月30日、研音を退社（#所属事務所への虚偽説明による契約解除参照）。10月よりInstagram、Twitter（現X）、ブログなど公式SNSアカウントの閲覧が全て不可能となった。
2021年12月15日、Instagramを再開設し、YouTubeチャンネルを立ち上げたことを発表した。
2022年11月、12月1日付で株式会社LOCONDOに社員として勤務することを発表したが、女優としての引退は明確に否定している。
2023年2月6日、オンラインタロット占いを始める。

## 人物

### 演技
- 『おわこんTV』（BSプレミアム）で共演した千葉真一は片瀬を「格好がいいスタイルの人が、突然バカをやったりね。女優として“格好いい”とか“美しい”とかそんなものを全部忘れちゃって“のたうち回る芝居”をやっている」と評しており、撮影中は「凄いな、このコはやるな！大したもんだ」と思いながら見ていたという[9]。
- 自他共に認める体育会系の性格で、テレビドラマ『暴れん坊ママ』（フジテレビ）で演じたお受験ママ役についても、「私はわかりやすいタイプですし、自分で言うのもナンですけど、ネチネチしたところがないんです。意地悪にしても、やる方よりやられる方の感覚のほうがわかりますので、演じていて『これはちょっと嫌だなぁ』って思うこともありますね」とコメントしている[18]。

### 趣味
- スポーツはサッカーが好きで、母親の影響から、Jリーグ開幕時（1993年）からずっとサッカーを好んで見ていた。海外リーグに興味を持ち始めたのは、イングランドの選手・マイケル・オーウェンを見たのがきっかけだった。ひいきのチームはリヴァプールFC、なかでもスティーブン・ジェラードのファンとコメントしている。また「チャンピオンズリーグを生で観なければ気がすまない」とも言う[19]。2010年のFIFAワールドカップ南アフリカ大会では、フジテレビの中継番組にスペシャルサポーターとして出演し、日本代表や大会注目のスター選手などについて広くコメントした。
- 読書[20]。
- 旅行も好きで、国を問わず旅に出る。
- 2010年からガーデニングも始めた。
- 「家電の女王」を自任しており、最新家電製品の動向に詳しい。電気配線を趣味にしており、配線を全て自らやるのみにとどまらず、秋葉原まで配線コードを買いに行くほど。家電量販店で値切る方がもっと好きと言い、値切りのコツも会得していると話している[21]。
- ガンダムファンであることも公言し、トーク番組・雑誌等でたびたびコメントしている。「PARCO-CITY FLYER」12月号にて監督・富野由悠季との対談が実現[22]。20歳の時に『機動戦士ガンダム』を漫画版で読んだのがきっかけであり、自らの楽曲「TELEPATHY」について触れ、「その詞を書いたときの自分の想いがガンダムのストーリーとすごく通じているって感じたんです。目に見えないものと戦っているとか、人と人との触れ合いとかを強く感じて…。それからハマリましたね」と語る。
- 日本全国のご当地キューピー（地域限定コスチュームキューピー）を集めており、約1800体所有している。

### 特技
- 書道[20]。

### 嗜好
- イチゴが好物で、食べてそのイチゴの品種と産地を当てる「利きイチゴ」ができる。

### 家族
- 父親の身長は190cm（母は163cm）で、昔は背が伸びるのが怖く、牛乳も飲んでいなかった。しかし、階段で落ちて肩を骨折。その時の医師に「牛乳を飲んでいたら、（骨）折れていなかったよ」と言われた事から、牛乳を飲み始めた。
- 母親が青森県出身であるため、片瀬も津軽弁が話せる[23]。

### 交友関係
- 女優の内山理名とは同じ生年月日で、親交がある[24]。2000年に雑誌の対談で知り合い[24]、お互いに「一生の友達」と公言している。中学・高校の部活動が同じ、食べ物は辛いものが好きと似ている点が多く驚いたが、食事に出かけて仲良くなったという[24]。その後も多数の番組で共演をしたことがある[24][25]。『突然ですが占ってもいいですか?』（2021年7月21日放送）では一緒に占って貰った。
- テレビドラマ『歌のおにいさん』（テレビ朝日）で共演した大野智（嵐）とはメル友で、大野のことを「おーちゃん」と呼んでいる。
- 女優の沢尻エリカとは互いの誕生日を祝う仲でもあった（沢尻の薬物事件による逮捕前）。
- 俳優の溝端淳平は相談にのってあげるなど弟のように可愛がっている。
- 女優の滝沢沙織とはデビュー初期からの親友で現在も片瀬のYouTubeチャンネルに度々登場するなど仲が良い[26][27]。

### エピソード
- 芸名は、本名のうち「那奈」は残して、名字は「○瀬がいいな」と思って「タウンページで決めた」という。しかし2021年7月にフジテレビ「突然ですが占ってもいいですか?」に出演した際に、占い師の星ひとみから「名前は本名の方は運勢が良いのに、芸名の方は大凶」と言われている[28]。

## 不祥事

### 19歳当時の喫煙
『FRIDAY』2007年4月27日号で、片瀬が当時19歳に喫煙をしていた写真が掲載され、他の雑誌でも「撮影に訪れたガンジス川で歩きタバコをしていた」「ドラマ撮影現場では常にタバコを吹かしていた」という内容の記事が取り上げられた。片瀬は19歳当時の喫煙の事実を認め、FRIDAY編集部に謝罪の直筆コメントを寄せた。なお、片瀬本人は『シューイチ』番組MC卒業以降も喫煙者（銘柄は「フィリップモリス」）であると自認している。

### 所属事務所への虚偽説明による契約解除
2021年7月、片瀬の同棲相手がコカインを所持していたことで麻薬取締法違反で逮捕され、片瀬自身も家宅捜索や尿検査を受けていたことを『週刊文春』が報じた。片瀬は当初は「交際及び同棲を解消している」「家宅捜索や尿検査を受けた事実はない」として報道内容を否定しており、所属事務所にも虚偽の説明を行っていた。しかし、数日後に片瀬が嘘を認めたため、信頼関係が失われたと判断した所属事務所は、同年9月30日に片瀬との契約を解除した。

## 出演

### テレビドラマ
- 美少女H2 18話「最後のデート」（1999年、フジテレビ） - 主演・片瀬那奈 役
- 美少女H2 スペシャル「卒業旅行」（1999年、フジテレビ） - 片瀬那奈 役
- GTOドラマスペシャル（1999年、関西テレビ） - 山口梨香 役
- 天国のKiss（1999年、テレビ朝日） - 柏木礼奈 役
- 氷の世界（1999年、フジテレビ） - 迫田七海 役
- FLY 航空学園グラフィティ（2000年、NHK） - 清水 茜 役
- 花村大介 第7話（2000年、関西テレビ） - 内山知恵 役
- 新宿暴走救急隊（2000年、日本テレビ） - 村井ひろみ 役
- ほんとにあった怖い話 スペシャル2「遠い夏」（2000年、フジテレビ） - 柴田広子 役
- 2001年のおとこ運（2001年、関西テレビ） - 柚木さくら 役
- できちゃった結婚（2001年、フジテレビ） - 有森みさと 役
- プリティガール（2002年、TBS） - 荒木理恵子 役
- こちら本池上署 2 第2話（2003年、TBS） -  神崎今日子 役
- ラストクリスマス（2004年、フジテレビ） - 藤澤律子 役
- 不機嫌なジーン 第4・5・7話（2005年、フジテレビ） - 岡元めぐみ 役
- 離婚弁護士2〜ハンサムウーマン〜（2005年、フジテレビ） - 緒方亜紀 役
- 熟年離婚（2005年、テレビ朝日） - 豊原みどり 役
- 香港バタフライ（2005年、Webシネマ） -  主演・菜穂美 役
- いい男はマーケティングで見つかる（2005年、日本テレビ） -  主演・松下梨絵 役
- 小早川伸木の恋（2006年、フジテレビ） - 小早川妙子 役
- 鉄板少女アカネ!!（2006年、TBS） - 西豪寺エレナ 役
- ビバ!山田バーバラ（2006年、テレビ朝日） - 主演・山田バーバラ 役
- 再会〜横田めぐみさんの願い〜（2006年、日本テレビ） - 主演・横田めぐみ 役
- 信長の棺（2006年、テレビ朝日） - 楓 役
- 地獄の沙汰もヨメ次第（2007年、TBS） - 森福みちる 役
- 暴れん坊ママ（2007年、フジテレビ） - 花輪倫子（のりこ） 役
- 潜入刑事 らんぼう2（2007年、日本テレビ） - 甲田美和子 役
- 未来遊園地〜幽霊少女と観覧車〜（2007年、テレビ朝日） - 三浦真由 役
- 法廷荒らし 弁護士 猪狩文助〜時の剣〜（2007年、テレビ東京） - 夏目理恵子 役
- グータンヌーボな女たち（2007年、関西テレビ） - まどかの友人 役
- キミ犯人じゃないよね? 第5話（2008年、テレビ朝日） - 流山まどか 役
- ホカベン 第7話（2008年、日本テレビ） - 松沢明美 役
- ブラッディ・マンデイ（2008年、TBS） - 宝生小百合 役
- Room Of King 第8・9話（2008年、フジテレビ） - ドンマルク王国から来た女性 役
- 小児救命（2008年、テレビ朝日） - 三浦純 役（第7話ゲスト）
- ミラクルボイス （2008年、TBS） - 主演・手塚モモコ 役
- いのちのいろえんぴつ （2008年、テレビ朝日） - 鳴海京子 役
- 未来遊園地II〜馬泥棒とメリーゴーラウンド〜（2008年、テレビ朝日） - 三浦真由 役
- アベレイジ（2008年、フジテレビ） - 加藤絵里 役
- アベレイジ2（2008年、フジテレビ） - 加藤絵里 役（二役）
- ショコラ（日本テレビ）
  - 「制服フェチの女、彼氏と2人だけの秘密」（2008年） - 主演・仁藤智美 役
  - 「10年前の彼との約束、そのちょっとせつない秘密」（2008年） - 主演・西田陽子 役
- 歌のおにいさん（2009年、テレビ朝日） - 美月うらら 役
- ゴーストフレンズ（2009年、NHK） - 小野あやか 役
- こちら葛飾区亀有公園前派出所 第4話（2009年、TBS） - 御所ヶ原夏子、岡田夏子 役
- 子育てプレイ&MORE 第12話（2009年、毎日放送） - 森瑠衣 役
- 浅見光彦〜最終章〜 第1話（2009年、TBS） - 藤波紹子 役
- RESET（2009年、読売テレビ） - 園田香織 役
- 朝食亭（2009年、WOWOW） - 雪代 役
- 恋のから騒ぎ ドラマスペシャル〜LOVE STORIES〜VI「ライバルの女」（2009年、日本テレビ）  - 矢田和美 役
- 泣かないと決めた日（2010年、フジテレビ） - 藤田千秋 役
- プロゴルファー花（2010年、読売テレビ） - 高瀬リコ 役
- ハンマーセッション! 第8話（2010年、TBS） - 白石理恵 役
- 闇金ウシジマくん（2010年、毎日放送） - 大久保千秋 役
- 検事・鬼島平八郎 第5話（2010年、朝日放送・テレビ朝日） - 新村慶子 役
- 絶対泣かないと決めた日〜緊急スペシャル〜（2010年、フジテレビ） - 藤田千秋 役
- 外交官・黒田康作（2011年、フジテレビ） - 佐々木藍子 役
- 恋する日本語 第5話（2011年、NHK） - 葵 役
- 桜からの手紙 〜AKB48 それぞれの卒業物語〜（2011年、日本テレビ） - 板野明日香 役
- 美男ですね（2011年、TBS） - RINA 役
- 荒川アンダー ザ ブリッジ（2011年、毎日放送） - マリア 役
- ザ・ミュージックショウ（2011年、日本テレビ） - レイカ 役
- ボクら星屑のダンス（2011年、テレビ東京） - 木田敦子 役
- カエルの王女さま（2012年、フジテレビ） - 桜井玲奈 役
- 匿名探偵（2012年、テレビ朝日） - 冴島響子 役
- 35歳の高校生（2013年、日本テレビ） - 長峰あかり 役
- ショムニ2013（2013年、フジテレビ） - 檀上みき 役
- 鼠、江戸を疾る（2014年、NHK） - 仙田千草 役
- SMOKING GUN〜決定的証拠〜 第4・5話（2014年、フジテレビ） - 田中花子 役
- おわこんTV（2014年、NHK BSプレミアム） - 皆本加奈子 役 ※文化庁芸術祭参加作品[10]
- 匿名探偵第2シリーズ（2014年7月 - 9月、テレビ朝日） - 冴島響子 役
- リアル脱出ゲームTV 〜Xgame〜（2014年、TBS） - 横町 役
- Dr.ナースエイド（2014年、日本テレビ） - 小倉ひろえ 役
- 警部補・杉山真太郎〜吉祥寺署事件ファイル（2015年1月 - 3月、TBS） - 香川桜子 役
- 花咲舞が黙ってない 第2シリーズ 第1話（2015年、日本テレビ） - 北原有里 役
- オンナミチ（2015年8月4日 - 9月22日、NHK BSプレミアム） - 主演・山口梨花 役
- 保身（2015年、テレビ東京） - 羽村真琴 役
- マネーの天使〜あなたのお金、取り戻します!〜（2016年1月 - 3月、読売テレビ） - 栗原理佐 役 ※小籔千豊とW主演[33]
- 鼠、江戸を疾る 2（2016年4月14日 - 6月2日、NHK） - 仙田千草 役
- 松本清張ドラマスペシャル・地方紙を買う女〜作家・杉本隆治の推理（2016年、テレビ朝日） - 広田咲 役
- 神の舌を持つ男　第7・8話（2016年8月19日、8月26日、TBS） - 沢村さくら 役
- THE LAST COP/ラストコップ（2016年10月15日 - 日本テレビ） - 春日井晴香 役
- 勇者ヨシヒコと導かれし七人 第8話（2016年11月26日、テレビ東京） - 女盗賊クレア 役
- 家政夫のミタゾノ　第8話（2016年12月9日、テレビ朝日） - 富田その子 役
- ツバキ文具店〜鎌倉代書屋物語〜（2017年4月 - 6月、NHK） - 楠帆子 役
- ユニバーサル広告社〜あなたの人生、売り込みます！〜（2017年10月20日 - 12月1日、テレビ東京） - 猪熊エリカ 役
- ラブリラン（2018年4月5日 - 6月8日、読売テレビ・日本テレビ系） - 青山瑞希（特別出演） 役[34]
- ヒモメン（2018年7月28日 - 9月8日、テレビ朝日） - 春日桜子 役
- 関西テレビ開局60周年特別ドラマ「BRIDGE はじまりは1995.1.17神戸」（2019年1月15日、関西テレビ） - 観音寺発光 役
- 絶対正義（2019年2月2日 - 3月23日、東海テレビ・フジテレビ系） - 理穂・ウィリアムス 役
- 白衣の戦士!（2019年4月10日 - 6月19日、日本テレビ） - 村上真由 役
- これは経費で落ちません!（2019年7月26日 - 9月27日、NHK総合） - 皆瀬織子 役
- 彼らを見ればわかること（2020年1月11日 - 2月29日、WOWOW） - 山中てまり 役
- 恋はつづくよどこまでも（2020年1月14日 - 3月17日、TBS） - 結城沙世子 役
- DIVER-特殊潜入班- （2020年9月22日 - 10月20日、関西テレビ・フジテレビ系） - 皆本麗子 役
- 24 JAPAN（2020年10月9日 - 2021年3月26日、テレビ朝日） - 氷川七々美 役[35]
- オー!マイ・ボス!恋は別冊で 第3話・第7話（2021年1月26日・2月23日、TBS） - 小早川佐和子 役
- 歩くひと 第12話（2021年3月21日、NHK BS4K） - 犬を連れた女性 役
- 彼女はキレイだった （2021年7月6日 - 9月14日、関西テレビ・フジテレビ系） - 岡島唯子 役[36]

### 映画
- 冷静と情熱のあいだ（2001年、東宝） - アイハラ 役
- デスノート the Last name（2006年、ワーナー・ブラザース） - 高田清美 役
- きみにしか聞こえない（2007年、ザナドゥー） - 原田リョウ 役
- 20世紀少年 - 敷島ミカ 役
  - 20世紀少年 -第1章- 終わりの始まり（2008年、東宝）
  - 20世紀少年 -第2章- 最後の希望（2009年、東宝）
  - 20世紀少年 最終章 ぼくらの旗（2009年、東宝）
- 劇場版TRICK 霊能力者バトルロイヤル（2010年、東宝） - 杉尾園子 役
- 裁判長!ここは懲役4年でどうすか（2010年、ゼアリズエンタープライズ） - 長谷部真理 役
- ジーン・ワルツ（2011年、東映） - 田中美紀 役
- 荒川アンダー ザ ブリッジ THE MOVIE（2012年、ソニー・ピクチャーズ エンタテインメント） - マリア 役
- 闇金ウシジマくん（2012年、S・D・P） - 大久保千秋 役
- HK 変態仮面シリーズ - 色丞魔喜 役
  - HK 変態仮面（2013年、ティ・ジョイ）
  - HK 変態仮面 アブノーマル・クライシス（2016年、東映）
- 二流小説家 シリアリスト（2013年、東映） - 長谷川千夏 役
- 海月姫（2014年、アスミックエース） - 稲荷翔子 役
- アイアムアヒーロー（2016年、東宝） - てっこ 役
- こいのわ 婚活クルージング（2017年、KADOKAWA） - 主演・山本ナギ 役（風間杜夫とのW主演）[37]

### 舞台
- 僕たちの好きだった革命（2007年、2009年） - 小野未来 役
- フラガール（2008年） - 主演・平山まどか 役
- サイケデリック・ペイン（2012年） - レディー・パンドラ、ミツコ 役

### バラエティ・情報番組
- スポコン!（2000年、テレビ朝日） - 準レギュラー
- 真夜中の王国03-04（2003年9月 - 2004年3月、NHK-BS2） - レギュラーパーソナリティ
- 世界の絶景100選 3（2005年、フジテレビ）
- 豪華サファリトレインで行く南アフリカ縦断旅行（2005年、TBS）
- フェイク・オフ〜完全なる相関図〜（2006年 - 2007年、フジテレビ） - レギュラー
- 未来へのトンネル and you（2007年、BS11） - 司会（松任谷正隆とともに）
- 絶景!アジア紀行（2008年、TBS） - インド編リポーター
- 野口健&片瀬那奈のブルー・ジャーニー〜日本の青い水の旅〜（2008年、BS朝日）
- Champions Lovers 〜欧州CL再燃〜 （2009年、フジテレビ） - 田中要次と導入部の二人芝居を担当
- グータンヌーボ（2009年 - 2010年、関西テレビ） - レギュラー
- 都のかほりSP　彩りの古都をゆく〜1300年目の秋　奈良と赤の物語〜（2010年、テレビ朝日） - 旅人（内山理名とともに）
- 都のかほりSP　彩りの古都をゆく〜冬の京都　静寂と温もりに包まれた美〜（2010年、テレビ朝日） - 旅人（内山理名とともに）
- タモリ倶楽部（テレビ朝日） - 不定期出演
- FIFAクラブワールドカップ関連番組 （2008年、2011年、日本テレビ）
- Oh!どや顔サミット（2011年 - 2013年、朝日放送） - 司会
- シューイチ（2011年 - 2021年、日本テレビ） - 総合司会[38]
- テレビでスペイン語（2010年、2011年 - 2012年、NHK教育） - ナビゲーター
- たべものがたり 彼女のこんだて帖（2012年 - 2013年、BSプレミアム） - 案内人
- 夢はなでしこ！〜陽子とはるな2人の成長物語〜 （2012年、フジテレビ） - ナレーション
- SASUKE RISING （2012年 第28回大会 - 、TBS） - 司会
- 音ボケPOPS （2018年 - 2019年、TOKYO MX） - 司会

### 歌謡番組
- ミュージックステーション（2003年2月21日・5月30日、テレビ朝日）
- うたばん（2003年6月5日、TBS）
- ポップジャム（2003年6月7日・2004年4月9日、NHK総合）

### ラジオ
- VENUS ISLAND（1999年、スターデジオ） - 木曜日パーソナリティ

### CM
- 旭化成「'99水着キャンペーン」
- コナミスポーツ「エグザス」
- 江崎グリコ「トマトプリッツ」
- ライオン「Ban」（椎名法子、後藤理沙と共演）
- ダイドードリンコ
  - 「MIU（ミウ）」
  - 「葉の茶」
- 松下電工「きれいなおねえさん」
- 日本生命保険「生きるチカラ」
- 花王「ビオレ」
- ブルボン「クリオス」
- ハウスメイト
- ニチレイ「アセロラドリンク」
- 花王ソフィーナ「AUBE」
- オンワード樫山「オンワード23区」
- ロッテ「ショコラレザン」
- ホーユー「ビューティラボ」
- NTTドコモ関西
  - 「サポートサービス」
  - 「キッズケータイ」
- シックジャパン「クアトロ4 フォーウーマン」
- 大塚製薬「ポカリスエットイオンウォーター」
- 理想科学工業「オルフィス」
- 日本コカ・コーラ「ジョージア ヨーロピアン微糖」他（小出恵介と共演）
- 任天堂「みんなのおすすめセレクション 428 〜封鎖された渋谷で〜」
- ニベア花王「8×4」
- 千寿製薬「マイティアシリーズ」
- ヒロココシノ「HK WORKS LONDON」
- 麒麟麦酒「麦のごちそう」（西島秀俊と共演）
- スバル「ブランド」新世代BOXER篇、とびださないクルマ篇、DIT篇
- ジャパンゲートウェイ「Choice !」新しいセンタク篇、片瀬さんのChoice篇
- 花王「手ぐしが通せるケープ」
- 武田薬品工業「アリナミンRオフ」

### PV
- Hilcrhyme「Shampoo」

### ゲーム
- J.LEAGUE プロサッカークラブをつくろう! 7 EURO PLUS（2011年、セガ） - 秘書 役
- 龍が如く5 夢、叶えし者（2012年、セガ） - まゆみ 役

## 作品

### シングル
1. GALAXY／TELEPATHY／FANTASY（2002年12月4日）
2. Babe（2003年2月19日）
3. Shine／REVENGE 〜未来への誓い〜（2003年5月28日）
4. Necessary／EVERY***（2003年10月16日）
5. ミ・アモーレ〔Meu amor é…〕（2004年3月10日）
6. 禁断のテレパシー（2004年3月31日）

### アルバム
1. TELEPATHY（2003年6月25日）
2. EXTENDED（2004年4月21日）
3. RELOADED 〜Perfect Singles〜（2005年3月2日）

### DVD
1. RELOADED 〜Perfect Visuals〜（2005年3月2日）

### タイアップ
| 曲名                        | タイアップ                                                            |
| --------------------------- | --------------------------------------------------------------------- |
| GALAXY                      | テレビ朝日系ドラマ「逮捕しちゃうぞ」オープニングテーマ                |
| FANTASY                     | テレビ東京系アニメ「ヒカルの碁」オープニングテーマ                    |
| Babe                        | 「2003 vodafone W杯モーグル」テーマソング                             |
| Shine                       | TBS系ドラマ「こちら本池上署」主題歌                                   |
| REVENGE 〜未来への誓い〜    | テレビ東京系アニメ「人間交差点 〜HUMAN SCRAMBLE〜」オープニングテーマ |
| Necessary                   | ブルボン「クリオス」CMソング                                          |
| EVERY***                    | 関西テレビ・フジテレビ系「もしも体感バラエティ if」エンディングテーマ |
| ミ・アモーレ〔Meu amor é…〕 | 日本テレビ「汐留スタイル!」Stylish Play                               |

### 写真集
- first time（1999年6月、ワニブックス、撮影：木村晴）ISBN 4048532626
- ナナノナツ（2000年12月1日、角川書店、撮影：武藤義）ISBN 4847025385
- N（2003年8月5日、ワニブックス、撮影：更井真理）ISBN 484702768X

### カレンダー
- 片瀬那奈カレンダー 2003（2002年、ハゴロモ）ISBN 4894950944
- 片瀬那奈 2004年度カレンダー（2003年、ハゴロモ）ISBN 4777401006
- 片瀬那奈 2005年度カレンダー（2004年、ハゴロモ）ISBN 4777410846

## 受賞
- 第60回ザテレビジョンドラマアカデミー賞[39]
  - 助演女優賞（『歌のおにいさん』）